# O Século (Portugal)
O Século foi um jornal diário matutino de Lisboa, publicado entre 8 de junho de 1880 e 12 de fevereiro de 1977, data em que foi suspenso.
Foi fundado pelo jornalista Sebastião de Magalhães Lima, formado em Direito pela Universidade de Coimbra, estando ligado ao Partido Republicano Português. Durante a sua existência foi o jornal de referência e grande rival do Diário de Notícias, tendo cobrido eventos como a queda da monarquia, a participação portuguesa na Primeira Guerra Mundial, o 28 de maio de 1926, a Segunda Guerra Mundial, e o 25 de abril de 1974. Para além disso, foi o primeiro jornal português a abrir uma delegação no estrangeiro, quando abriu o seu escritório na Rue des Capoucines, em Paris, em 1913, dirigido por Paulo Osório.
Tinha uma revista semanal intitulada inicialmente Illustração Portugueza, propriedade de J.J. da Silva Graça, que foi também seu diretor. Entre os seus editores contaram-se José Joubert Chaves e António Maria Lopes.
Vários foram os números especiais e suplementos editados pelo jornal, entre eles: O Século. Número extraordinário e O Século. Suplemento publicados em junho de 1940. Para além disso, uma edição cinejornalística era exibida nos cinemas durante o início da década de 1930, sob o nome O Século Cinematográfico.
Na década de 1960, desempenhou um papel de inovação gráfica no jornalismo português, com capas marcantes e uso intenso da fotografia. Sob a direção de Francisco da Mata, publicou artigos sobre temas como a Guerra do Vietname e a luta pelos direitos civis nos Estados Unidos.
O Século foi detido pela Sociedade Nacional de Tipografia antes do 25 de abril, tendo cessado a sua publicação em fevereiro de 1977, devido às dificuldades sentidas nos anos anteriores. Dois anos mais tarde, em 1979, foi lançada a sua liquidação total.
Duas décadas mais tarde, em 1998, foi fundada a Fundação "O Século", para prosseguir e desenvolver a obra social do jornal, iniciada em 1927 com a criação da sua Colónia Balnear Infantil.
As fotografias das edições anteriormente publicadas estão presentes no Arquivo de Fotografia de Lisboa e constituem uma importante fonte de pesquisa dos primeiros anos de prática do futebol em Lisboa. Este arquivo faz parte do Arquivo Municipal de Lisboa.

## Suplementos
Ao longo da sua história, o Século teve vários suplementos, destacando-se o “Almanaque d’ O Século”, “Século Cómico”, “Ilustração Portuguesa”, “Século Ilustrado”, “Os Sports”, “Século Agrícola”, “Modas & Bordados”, “Vida Mundial” ou o “Cinéfilo”, entre outros, para além de suplementos especiais dedicados a eventos especiais.

### Revista Cinéfilo
Entre 1928 e 1939, totalizando 578 números, o jornal teve um suplemento: a Revista Cinéfilo, que se dedicava ao cinema nacional e internacional.
De propriedade da Sociedade Nacional de Tipografia, seu diretor era Avelino de Almeida, com António Maria Lopes no cargo de editor.

### O Século Cómico
O Século Cómico: suplemento humorístico de O Século nasceu em 1913 como suplemento do jornal O Século, passando a ser publicado juntamente com a revista Ilustração Portuguesa (também publicada pela Empresa do Jornal O Século) a partir de 1916 até à sua conclusão em 1921. Estão ligados ao Século Cómico, na qualidade de proprietário e diretor, respetivamente, J. da Silva Graça e Acácio de Paiva, e ainda, no papel de editor, Alexandre Ramos Certã.

### O Século Ilustrado
O Século Ilustrado foi uma revista portuguesa, suplemento semanal do jornal O Século, de Lisboa.
Foi publicada entre 7 de novembro de 1933 e 27 de julho de 1989 e era dirigida ao público feminino. O diretor era João Pereira da Rosa, o diretor artístico era o cineasta José Leitão de Barros, e a edição estava a cargo de Fernando Monteiro de Castro Soromenho.